# Бебехи
Бебехи (укр. Бебехи) — село в Лопатинской поселковой общине Шептицкого района Львовской области Украины.
Население по переписи 2001 года составляло 56 человек. Занимает площадь 0,352 км². Почтовый индекс — 80260. Телефонный код — 3255.